# Moñón
Moñón es una localidad perteneciente al municipio de Vega de Valcarce en la comarca leonesa del Bierzo. Se encuentra ubicada al norte de la capital municipal a unos 890 metros de altitud. Su población, en 2013, es de once habitantes.

## Historia
A principios del siglo XV fue propiedad del monasterio benedictino de San Julián de Samos hasta que en 1431 fue cedido en foro a Pedro Álvarez Osorio, quien más tarde fuera conde de Lemos.
En 1834, cuando se realizó en España la primera división del territorio nacional en partidos judiciales, Moñón quedó adscrito al partido judicial de Villafranca del Bierzo.  En 1966 se suprimió el partido judicial de Villafranca del Bierzo y Moñón pasó a estar adscrito al partido judicial de Ponferrada.
En 1858 contaba con la categoría de lugar y 127 habitantes.

## Comunicaciones
La carretera LE-4108 comunica Moñon con la carretera N-006a.